# Prima battaglia della Sirte
La prima battaglia della Sirte fu una battaglia navale tra la Royal Navy e la Regia Marina durante la seconda guerra mondiale avvenuta il 17 dicembre 1941 nel Mar Mediterraneo a nord del Golfo della Sirte. Questo episodio della "battaglia dei convogli" terminò con una vittoria italiana, anche se entrambe le forze riuscirono a completare le loro missioni di scorta.

## Premesse
Lo scontro nacque dall'incrocio, nel Golfo della Sirte, delle rotte di due convogli di rifornimento, quello britannico diretto da est verso ovest, quello italiano diretto da nord verso sud. L'operazione italiana era denominata M42 e il convoglio era composto da 4 piroscafi veloci. La flotta inglese aveva preso il mare gravemente menomata dall'affondamento precedente della corazzata Barham, silurata il 25 novembre 1941 dal sommergibile tedesco U-331 comandato dal Kapitänleutnant (sottotenente di vascello) Hans Diedrich von Tiesenhausen. Supermarina però continuò a ritenere che almeno una corazzata fosse presente nella squadra inglese, influenzando gli ordini impartiti al comandante superiore in mare, ammiraglio Iachino. La flotta italiana invece schierava ben quattro corazzate, cui mancava la Vittorio Veneto che era stata silurata la sera del 14 dicembre da un sommergibile alleato a sud dello stretto di Messina.

## Lo scontro
Il 15 dicembre il mercantile britannico Breconshire partì da Alessandria d'Egitto diretto verso Malta trasportando rifornimenti di combustibile per le unità di stanza nell'isola. Il Breconshire era scortato dalla Force B (gli incrociatori Naiad, Euryalus e Carlisle e da otto cacciatorpediniere).
Il giorno successivo partì da Napoli diretto verso Tripoli il convoglio M.42 (a cui si aggiungeranno altre unità in Sicilia). Questo venne scortato da un'enorme forza italiana a causa della temuta presenza di navi da battaglia inglesi, in quanto una ricognizione aerea tedesca aveva erroneamente identificato il Breconshire per una nave da battaglia.
Verso sera la Naiad avvistò gli alberi delle navi italiane, e alle 17:40 le corazzate Duilio, Cesare e Littorio aprirono il fuoco alla distanza di 29 km; dopo dieci minuti di fuoco l'ammiraglio Vian decise quindi di far allontanare verso sud il Breconshire scortato da due cacciatorpediniere, mentre con il resto della forza alzò delle cortine fumogene cercando di confondere gli italiani. Nella notte le forze inglesi persero il contatto con gli avversari. Il giorno dopo Vian provò a dare la caccia alle unità italiane al largo di Bengasi ma senza successo, nel frattempo la Breconshire raggiunse indenne Malta con la sua scorta (a cui nel frattempo si era aggiunta la Force K).
Dopo aver fatto rifornimento la Force K ripartì da Malta, alla caccia del convoglio italiano, ma al largo di Tripoli si imbatterono in un campo minato: ne risultò l'affondamento dell'incrociatore Neptune e del cacciatorpediniere Kandahar, mentre gli incrociatori Aurora e Penelope subirono gravi danni.
Il convoglio italiano riuscì a sua volta a giungere a destinazione indenne. La notte successiva, tra il 18 e il 19 dicembre, mentre la Forza B rientrava alla base, gli incursori della Xª Flottiglia MAS danneggiarono gravemente due corazzate inglesi durante l'impresa di Alessandria.

## Ordine di battaglia
Fonte

### Regia Marina
Ammiraglio di Squadra Angelo Iachino (sulla Littorio)
- Forza di copertura ravvicinata - : Ammiraglio di Squadra Carlo Bergamini (sulla Duilio)
  - 1 nave da battaglia: Duilio;
  - 3 incrociatori leggeri (7ª Divisione Incrociatori - Ammiraglio di Divisione Raffaele De Courten sul Duca d'Aosta): Emanuele Filiberto Duca d'Aosta, Muzio Attendolo, Raimondo Montecuccoli;
  - 3 cacciatorpediniere: Ascari (12ª Squadriglia Cacciatorpediniere), Aviere e Camicia Nera (11ª Squadriglia Cacciatorpediniere);
- Forza di copertura a distanza - Ammiraglio di Divisione Angelo Parona (sul Gorizia):
  - 3 navi da battaglia: Andrea Doria, Giulio Cesare e Littorio;
  - 2 incrociatori pesanti: Gorizia, e Trento;
  - 10 cacciatorpediniere: Vincenzo Gioberti, Alfredo Oriani e Maestrale (10ª Squadriglia Cacciatorpediniere); Carabiniere, Corazziere (12ª Squadriglia Cacciatorpediniere); Alpino, Bersagliere, Fuciliere, Granatiere (13ª Squadriglia Cacciatorpediniere); Antoniotto Usodimare (16ª Squadriglia Cacciatorpediniere).
- Scorta ravvicinata:
  - 6 cacciatorpediniere: Saetta (7ª Squadriglia Cacciatorpediniere); Antonio da Noli, Ugolino Vivaldi (14ª Squadriglia Cacciatorpediniere); Lanzerotto Malocello, Nicolò Zeno (15ª Squadriglia Cacciatorpediniere); Emanuele Pessagno (16ª Squadriglia Cacciatorpediniere);
  - 1 torpediniera: Pegaso.
- Convoglio M42:
  - 3 motonavi: Monginevro, Napoli, Vettor Pisani;
  - 1 nave da carico: Ankara (tedesca).

### Forze alleate
- Scorta al convoglio - Contrammiraglio Philip Vian (sulla Naiad)
  - 3 incrociatori leggeri: Naiad, Euryalus, Carlisle;
  - 8 cacciatorpediniere (14th Destroyers Flotilla): Jervis, Kimberley, Kingston, Kipling, HMAS Nizam, Havock, Hasty, Decoy.
- Convoglio
  - 1 trasporto veloce: Breconshire.
- Force K
  - 3 incrociatori leggeri: Aurora (danneggiato), Penelope (danneggiato)
  - 2 cacciatorpediniere Lance e Lively
- Force B
  - incrociatore Neptune (affondato)
  - 2 cacciatorpediniere: Jaguar, Kandahar (affondato);
- Quarta Flottiglia Cacciatorpediniere
  - 4 cacciatorpediniere: Sikh, Maori, Legion, Hr. Ms. Isaac Sweers.